# Ivan Ribar
Ivan Ribar (n. 21 ianuarie 1881, Vukmanić - d. 2 februarie 1968, Zagreb) a fost un politician iugoslav de origine croată. Membru al Partidului Democrat în perioada interbelică, s-a alăturat comuniștilor în timpul celui de-al Doilea Război Mondial. Între 1945 și 1953 a fost președinte al Președinției Republicii Socialiste Federative Iugoslavia.

## Biografie
Ivan Ribar s-a născut pe 21 ianuarie 1881 în satul Vukmanić, ce făcea parte pe atunci din Regatul autonom Croația-Slavonia, aflat în componența Austro-Ungariei. A studiat dreptul și a intrat în politică. În 1919 a devenit primul președinte al Adunării Constituționale a Regatului Iugoslaviei. În cel de-al Doilea Război Mondial s-a alăturat rezistenței partizanilor iugoslavi și a fost un apropiat al lui Iosip Broz Tito. După încheierea războiului, Ribar a devenit președinte al Președinției Republicii Socialiste Federative Iugoslavia pe 2 februarie 1946 și a exercitat funcția de șef de stat. A ocupat această funcție până când a fost înlocuit de Tito pe 13 ianuarie 1953, ca urmare a modificării constituției prin care se prevedea ca postul să fie transformat într-o președinție executivă. Ulterior, Ribar s-a retras din activitatea politică. A decedat la Zagreb pe 2 februarie 1968, la vârsta de 87 de ani.